# Cacciatore (Biancaneve)
Il cacciatore è un personaggio immaginario della fiaba Biancaneve dei fratelli Grimm.

## Storia originale
Nella fiaba la seconda moglie del re, una donna bella, ma tanto vanitosa e cattiva che possiede uno specchio magico, gelosa della bellezza di Biancaneve, incarica il cacciatore di portare la principessa nel bosco, ucciderla e portarle i suoi polmoni ed il suo fegato (il cuore in alcune versioni) come prova della conclusione del suo compito. Il cacciatore, però, non ha il coraggio di svolgere l'incarico, e dice alla fanciulla di fuggire nel bosco, e poi uccide un cinghiale, portando alla regina gli organi di questo animale. La regina, dopo aver ricevuto i polmoni ed il fegato, li mangia, convinta che siano quelli della figliastra.

## Altri media

Il cacciatore nella versione Disney Biancaneve e i sette nani.

Il cacciatore appare in diversi adattamenti della fiaba:
- Snow White (1916), film muto diretto da J. Searle Dawley in cui ha il nome Berthold ed è interpretato da Lionel Braham[2].
- Biancaneve e i sette nani (Snow White and the Seven Dwarfs) (1937), Classico Disney in cui è doppiato da Stuart Buchanan nella versione originale, e da Mario Besesti e Vittorio Di Prima nelle versioni italiane rispettivamente del 1938 e del 1972[3].
- Biancaneve (Snow White) (1987), film diretto da Michael Berz in cui è interpretato da Amnon Meskin ed è doppiato in italiano da Christian Iansante.
- Biancaneve (Mirror Mirror) (2012), film diretto da Tarsem Singh in cui la figura del cacciatore è sostituita da quella del servo della regina Brighton, interpretato da Nathan Lane.
- Biancaneve e il cacciatore (Snow White & the Huntsman) (2012), film diretto da Rupert Sanders in cui ha il nome Eric ed è interpretato da Chris Hemsworth ed è doppiato in italiano da Massimiliano Manfredi[4].
- Biancaneve ( Disney's Snow White) (2025), interpretato da Ansu Kabia e doppiato da Edoardo Stoppacciaro.

### Televisione
- Le più belle favole del mondo ( Manga Sekai Mukashi Banashi) ( 1976-1979)
- Le favole più belle ( Festival of Family Classics) (1972)
- Le fiabe più belle ( Sekai meisaku dōwa shirīzu - Wa-o! Meruhen ōkoku) (1995)
- Nella serie animata italo-giapponese del 1992 La leggenda di Biancaneve (Shirayuki Hime no Densetsu), in cui il suo nome è Samson.
- C'era una volta ( Sekai dōwa anime zenshū) ( 1982)
- Nel regno delle fiabe (1985), interpretato da Michael Preston.
- In Le fiabe son fantasia ( Gurimu meisaku gekijō) (1987-1989), compare nel primo episodio dedicato alla fiaba, dove è del tutto cattivo rispetto all'originale, e mentre cerca di uccidere Biancaneve e il suo amico Klaus viene gettato giù da una scarpata da un cinghiale che aveva frecciato per sbaglio.
- Libri in TV (1994).
- Simsalgarimm (1999-2010)
- Nel videogioco Square Enix-Disney Kingdom Hearts Birth by Sleep (2010) il cacciatore viene sostituito da Terra, uno dei tre protagonisti.
- Nella serie televisiva Once Upon a Time (2011) è uno dei personaggi principali della prima stagione ed è interpretato da Jamie Dornan[5].